# 短吻白鮭
短吻白鮭（學名：Coregonus reighardi），為輻鰭魚綱鮭形目鮭科的一種，為溫帶魚類，被IUCN列為極危保育類動物，分布於北美洲五大湖流域，體長可達36公分，棲息在底中層水域，生活習性不明。最後一次觀察到它們是於1985年，現時它們的數量已經極度稀少或可能絕滅。它們因過度捕撈和七鳃鳗的入侵而衰落。